# قلعه فیض‌آباد
قلعه فیض آباد مربوط به دوران‌های تاریخی پس از اسلام است و در شهرستان بوئین‌زهرا، روستای فیض آباد واقع شده و این اثر در تاریخ ۱۲ بهمن ۱۳۸۱ با شمارهٔ ثبت ۷۴۵۷ به‌عنوان یکی از آثار ملی ایران به ثبت رسیده است.